# Bajza utca (metropolitana di Budapest)
Bajza utca è una stazione della linea M1 della metropolitana di Budapest.
Si trova all'interno del VI distretto, lungo lo storico viale Andrássy út all'incrocio con l'omonimo viale Bajza utca: questa strada è intitolata al poeta ungherese József Bajza.
La stazione è situata sul percorso della linea M1, tra le fermate Kodály körönd e Hősök tere.
Aperta al pubblico nel 1896 così come il settore originario della M1, i suoi interni sono stati costruiti nel classico stile di gran parte delle altre fermate servite da questa linea. Piattaforme e binari sono collocati ad una profondità di circa 3 metri sotto il livello del suolo.

## Interscambi
Nelle vicinanze della stazione effettua fermata una linea urbana automobilistica.
- Fermata autobus